# Цгутхинг
Цгутхинг (сесото Quthing) — город в Лесото, административный центр одноимённого района. Население равняется приблизительно 15000 чел.